# مهسا کرامتی
مهسا کرامتی بازیگر سینما و تلویزیون ایران سال ۱۳۶۰ در تهران زاده شد. وی دانش‌آموخته مدیریت بازرگانی است. وی بازیگری را در سال ۱۳۶۵ با بازی در فیلم «خانه ابری» آغاز کرد. این بازیگر با بازی در سریال خط قرمز به شهرت رسید. مهسا کرامتی همسر راما قویدل و عروس امیر قویدل می‌باشد.

## فیلم‌شناسی

### سینمایی
- چاقی (راما قویدل) (۱۳۹۳)
- محیا (اکبر خواجویی ۱۳۸۶)
- مصائب دوشیزه (مسعود اطیابی ۱۳۸۵)
- قدمگاه (محمدمهدی عسگرپور) (۱۳۸۲)
- خانه ابری (اکبر خواجوی) (۱۳۶۵)

### فیلم تلویزیونی
- سکوت خدا (راما قویدل)
- تویی که نمی‌شناختمت (ابراهیم سلطانی‌فر) (اپیزود دوم)(۱۳۶۹)

### مجموعه تلویزیونی
- بازی پنهان (شاپور قریب) (۱۳۷۹)
- خط قرمز (قاسم جعفری) (۱۳۸۰)
- شب آفتابی (قاسم جعفری) (۱۳۸۰)
- شهریار (کمال تبریزی) (۱۳۸۴)
- سلام (محمدرضا فرزین) (۱۳۸۵)
- به دنیا بگویید بایستد (محمدرضا آهنج) (۱۳۸۵)
- قرارگاه مسکونی (سید جواد رضویان) (۱۳۸۵)
- مرگ تدریجی یک رؤیا (فریدون جیرانی) (۱۳۸۶)
- رؤیای گنجشک‌ها (راما قویدل) (۱۳۹۱)
- آتش سرد (رضا ابوفاضلی) (۱۴۰۱)